# Lolua
Lolua – miejscowość w Tuvalu; na atolu Nanumea; 215 mieszkańców (2010).